# 圣茹利亚娜
圣茹利亚娜是巴西米纳斯吉拉斯州的一个市镇。总面积727.351平方公里，总人口10582人，人口密度14.5人/平方公里。